# Джонс, Джулия (актриса)
Джулия Джонс (англ. Julia Jones; род. 23 января 1981, Бостон, Массачусетс, США) — американская актриса, модель.

## Ранние годы
Джулия Джонс родилась в Бостоне, штат Массачусетс. У неё есть индейские (чокто и чикасо) и афроамериканские корни. Окончила Бостонскую латинскую школу, после чего поступила в Колумбийский университет. С четырёх лет девочка занималась балетом. Первый раз попробовала себя в роли актрисы в восемь лет — она снялась в рекламе, а позже стала играть на сцене театра. Профессия актрисы так понравилась Джулии, что она стала сниматься в кино.

## Карьера
В 2008 году Джонс дебютировала на телевидении в сериале «Скорая помощь». Её дебютом в кино стала роль в фильме «The Look» в 2003 году. Джулия Джонс принимала участие в сериале «Сделано в Голливуде», где сыграла саму себя. В 2010 году она появилась в фильме «Сумерки. Сага. Затмение» в роли Леи Клируотер. В 2015 году появилась в 4 эпизодах сериала «Лонгмайер». В 2017 году сыграла бывшую жену главного героя в фильме «Ветреная река». В 2021 года Джонс исполнила роль начальника полиции Анджелы Бишоп в мини-сериале «Декстер: Новая кровь».

## Фильмография
| Год       |     | Русское название                 | Оригинальное название                     | Роль                            |
| --------- | --- | -------------------------------- | ----------------------------------------- | ------------------------------- |
| 2003      | ф   | —                                | The Look                                  | Джиги                           |
| 2004      | ф   | Чёрное облако                    | Black Cloud                               | Сэмми                           |
| 2007      | кор | —                                | The Reckoning                             | Джина                           |
| 2008      | ф   | Адская поездка                   | Hell Ride                                 | Чероки Кисум                    |
| 2008      | ф   | Три священника                   | Three Priests                             | Эбби                            |
| 2008      | с   | Скорая помощь                    | ER                                        | доктор Кайа Монтойя             |
| 2010      | ф   | Джона Хекс                       | Jonah Hex                                 | Кэсси                           |
| 2010      | ф   | Сумерки. Сага. Затмение          | The Twilight Saga: Eclipse                | Леа Клируотер                   |
| 2011      | ф   | Сумерки. Сага: Рассвет — Часть 1 | The Twilight Saga: Breaking Dawn — Part 1 | Леа Клируотер                   |
| 2011      | ф   | —                                | California Indian                         | Эйприл Кордова                  |
| 2012      | с   | В простом виде                   | In Plain Sight                            | Хизер Пирс                      |
| 2012      | ф   | —                                | Missed Connections                        | Тесс Райт                       |
| 2012      | ф   | Сумерки. Сага: Рассвет — Часть 2 | The Twilight Saga: Breaking Dawn — Part 2 | Леа Клируотер                   |
| 2012      | кор | Проблемы богатой девушки         | Rich Girl Problems                        | Селест                          |
| 2013      | ф   | Кровавая зима                    | Winter in the Blood                       | Агнес                           |
| 2013      | тф  | Дом Благодарения                 | The Thanksgiving House                    | Виктория                        |
| 2015      | с   | Лонгмайер                        | Longmire                                  | Габриэлла Лэнгтон               |
| 2015      | ф   | Нелепая шестёрка                 | The Ridiculous 6                          | Горячая Лиса                    |
| 2016      | ф   | Искусство сёрфинга               | Tao of Surfing                            | Эмбер                           |
| 2017      | тф  | Любовница из старшей школы       | High School Lover                         | Саманта Уинтерс                 |
| 2017      | ф   | Ветреная река                    | Wind River                                | Уилма Ламберт                   |
| 2018      | с   | Мир Дикого запада                | Westworld                                 | Кохана                          |
| 2018      | ф   | —                                | Angelique’s Isle                          | Анжелик                         |
| 2018      | ф   | Снегоуборщик                     | Cold Pursuit                              | Айя                             |
| 2019      | с   | Голиаф                           | Goliath                                   | Стефани                         |
| 2021—2022 | с   | Декстер: Новая кровь             | Dexter: New Blood                         | начальник полиции Анджела Бишоп |
| 2024      | с   | Эхо                              | Echo                                      | Чафа                            |